# Коша (веданта)
Коша (санскрит कोश, IAST: IAST: kośa) – в соответствии с ведантой это оболочка покрывающая «дух», «высшее Я» и ограничивающая уровни человеческого сознания.
Согласно тайттирия-упанишада, считается, что человеческие существа имеют пять оболочек, которые сосуществуют в диапазоне от самой грубой до самой тонкой. Их называют панча-коша (пять оболочек): 
- аннамайя коша — физическая оболочка
- пранамайя коша — праническая оболочка
- маномайя коша — ментальная оболочка
- виджнянамайя коша — астральная или психическая оболочка
- анандамайя коша — оболочка блаженства

Также они упоминаются в Сарвасара-упанишаде.
Цель ведических духовных практик – преобразовать и одухотворить коши.

## Пять оболочек
Аннамайя коша -  пищевая оболочка. Анна – «сущность земли» в широком смысле этого слова - все «продукты» земли. Майя – означает «состоящий из», «полный», то есть эта оболочка состоит из того, что человек вбирает внутрь с помощью физического питания. Тело человека состоит из Анны, и оно растет и укрепляется с Анной, а затем, после смерти физического тела сливается с землей. Эта оболочка отождествляет человека с массой кожи, плоти, жира, костей и грязи. Эта оболочка не может существовать без контакта с другими кошами.  Аннамайя коша не является физическим телом. На момент смерти, когда физическое тело распадается, Аннамая коша остаётся неизменной, и вместе с душой покидает тело, чтобы попасть в рай или ад. От аннамайя коши зависит телосложение и в следующем рождении оно будет определяться предыдущем состоянием аннамайя коши.
Практики для гармоничного развития и преобразования аннамайя коши: 
- правильное и полноценное питание;
- очищение ;
- практика асан йоги и мудр.

Пранамайя коша — это жизненная оболочка или праническое тело. Праническое тело имеет более тонкую природу, чем физическое тело. Входит в тонкое тело (sukshma sharira). Пранамайя коша является той силой, которая поддерживает жизнь и удерживает вместе тело и ум. Она пронизывает весь организм, его физическое проявление — это дыхание. В сочетании с пятью органами действия (голос, рука, нога, половые органы, анус) пранамайя коша образует жизненную оболочку.
Практики для гармоничного развития и преобразования пранамая коши: 
- чистый воздух, нахождение на природе;
- практика пранаямы;
- контроль поведения и реакция, покой и внутренний мир.

Маномайя коша — ментальная оболочка — удерживает аннамайя коша и пранамайя коша вместе, в качестве единого целого. Входит в тонкое тело. Передаёт опыт и ощущения внешнего мира интуитивному телу. И наоборот, информация от интуитивного тела, во время медитативных состояний, передаётся грубому телу. Ади Шанкара уподобил маномайя коша облакам, которые приносит ветер и которые он же уносит.
Практики для гармоничного развития и преобразования маномайя коши
- практики ямы и Ниямы
- самообразование: правильные мысли, правильное окружение, чтение духовной литературы, слушание классической и духовной музыки;
- пение мантр, сатсанги с учителями;
- джапа;
- бхакти-йога.

Виджнянамайя коша — астральная оболочка, или тело мудрости, пронизывает маномайя кошу и обладает более тонкой природой. Входит в тонкое тело. Является сочетанием интеллекта и пяти органов чувств. Это оболочка состоит из мышления связанного с органами восприятия. Эта оболочка путь к высшему пониманию. При пробуждении этой оболочки человек начинает переживать жизнь на интуитивном уровне и видеть за основополагающей реальностью.
Практики для гармоничного развития и преобразования виджнянамайя коши
- практики пратьяхары, дхараны, дхьяны;
- развитие интуиции;
- джнана-йога;
- веданта.

Анандамайя коша – оболочка блаженства.  Это трансцендентальное тело, местопребывание самой тонкой праны.  Анандамайе коша не оболочка в том же смысле, как и четыре внешних коши. Это сама душа, тело света, называемый также карана шарира - причинное тело, и кармашая  - хранилище кармы этой и всех прошлых жизней. Это состояние, в котором Атман испытывает вечное блаженство, идеальное состояние мира, комфорта, стабильности и беззаботной природы. В нём в полной мере постигается сущность человеческих ценностей.
Практики для гармоничного развития и преобразования анандамайя коши
- практика ахимсы, осознанной любви и ненасилия;
- самадхи, погружение в экстаз богопознания.

Все оболочки, за исключением Анандамайя коши, связывают человека и ставят перед ним препятствия. Чтобы понять Высший Духовный Принцип, необходимо научиться контролировать ум и постепенно отказываться от привязанности к физическому телу.